# Anacroneuria trimacula
Anacroneuria trimacula és una espècie d'insecte plecòpter pertanyent a la família dels pèrlids.

## Descripció
- Els adults presenten la part posterior del cap fosca amb taques més clares vorejant els marges anteriors dels ocels.[5]

## Hàbitat
En el seu estadi immadur és aquàtic i viu a l'aigua dolça, mentre que com a adult és terrestre i volador.

## Distribució geogràfica
Es troba a Sud-amèrica: l'Argentina (Misiones), el sud del Paraguai i el Brasil (Santa Catarina i Rio Grande do Sul).